# Levante do Gueto de Varsóvia
O Levante do Gueto de Varsóvia foi um ato de resistência no Gueto de Varsóvia, na Polónia em 1943, contra a ocupação nazi alemã. Nessa altura já se tinham dado os transportes da maioria dos habitantes do gueto. Cerca de 300 mil das 380 mil pessoas no gueto tinham sido levadas para o campo de extermínio de Treblinka, onde foram assassinadas imediatamente após a sua chegada, no final do verão de 1942. Os restantes habitantes do gueto sabiam agora o que os esperava e muitos deles preferiam morrer lutando, em vez de morrer numa câmara de gás. A revolta foi esmagada pelo Gruppenführer da SS Jürgen Stroop (então apenas Brigadeführer).

## Antecedentes

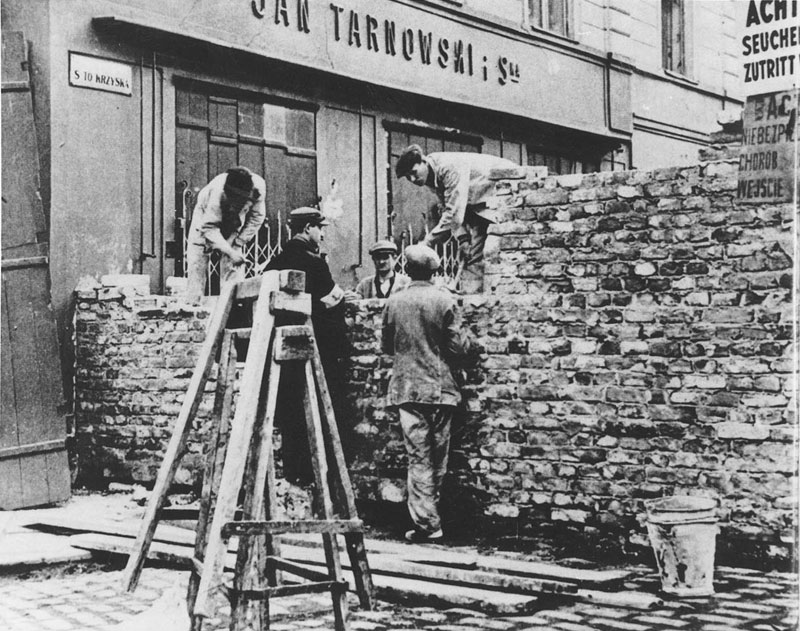
Agosto de 1940: por ordem das forças de ocupação alemãs começa a construção do muro do Gueto de Varsóvia.

Na Alemanha, o nazismo chega ao poder. Adolf Hitler possuía a ambição de retomar os territórios perdidos durante a Primeira Guerra Mundial. De tal forma, em 1º de setembro de 1939, o Führer ordenou a invasão à Polônia. Em pouco tempo, no dia 27 de setembro, a cidade de Varsóvia foi tomada. O Exército Vermelho (União Soviética) aproveitou para invadir na porção ocidental do território beligerante, conforme previsto no Pacto Molotov-Ribbentrop. Após o fato, vários países declararam guerra à Alemanha nazista, incluindo a França e Reino Unido. Logo, os nazistas (antisemitas) perseguiriam os judeus, formando vários guetos — um deles era o Gueto de Varsóvia.

## O início
Entre julho e setembro de 1942, levas de deportações removeram mais de 300 mil judeus para o campo de concentração de Treblinka — local do assassinato de judeus. Reduzido a 60 mil pessoas - em sua maioria homens e mulheres ainda saudáveis, já que idosos e crianças foram enviados para a morte em Treblinka e a fome ceifou os restantes -, preferiram organizar uma resistência do que morrer em Treblinka. Formada a Organização da Luta Judaica (Zydowska Organizacja Bojowa, cuja sigla é ZOB) e a União Militar Judaica (Żydowski Związek Wojskowy, cuja sigla é ZZW), trataram de formar uma resistência.
O primeiro conflito ocorreu em 18 de janeiro de 1943, quando vários batalhões da SS marcharam rumo ao gueto, mas foram atacados, sendo obrigandos retirar. Os combatentes judeus tiveram algum sucesso: os transportes pararam após 4 dias e as duas organizações de resistência, a ZOB e ZZW tomaram o controle do gueto, montando vários postos de combate e operando contra colaboradores judeus.

"A batalha na rua Niska nos encorajou. Pela primeira vez desde a ocupação vimos os alemães colados às paredes, engatinhando no chão, correndo para se cobrir, hesitando antes de dar um passo, com medo de ser atingido por uma bala judia. Os gritos dos feridos nos deram alegrias e aumentaram a nossa vontade de lutar."

Escreveu numa carta Tuvia Boryskowski, integrante do grupo.
Durante os três meses seguintes, todos os habitantes do gueto prepararam-se para aquilo que eles pensavam poder ser a luta final. Foram cavados túneis por baixo das casas, a maioria ligadas pelo sistema de esgotos e de abastecimento de água, dando acesso a zonas mais seguras de Varsóvia.
O apoio de sectores fora do gueto foi limitado, mas unidades polacas da Armia Krajowa (AK) e Gwardia Ludowa (GL) atacaram esporadicamente unidades alemãs em sentinela perto das muralhas do gueto. Uma unidade polaca da AK, nomeadamente a KB sob o comando de Henryk Iwański, chegou mesmo a lutar dentro do Gueto, juntamente com ŻZW. A AK tentou por duas vezes explodir a muralha do gueto mas sem muito sucesso.
Em 21 de janeiro de 1943, realizaram a primeira ação na Rua Niska. Liderados por Mordechaj Anielewicz, formaram uma trincheira e empreenderam um ataque a soldados nazistas. Doze soldados alemães morreram. A ZOB também se revoltou contra a Polícia Judaica, formada por membros da própria comunidade e controlado pelos nazistas.
A resistência não era capaz de libertar o gueto ou destruir o aparelho nazista local. A ZOB possuía o objetivo de uma morte digna, que não fosse aquela reservada em Treblinka, num misto de orgulho e esperança. Heinrich Himmler ordenou ao general Jürgen Stroop que extinguisse o Gueto de Varsóvia até, no máximo, em meados de fevereiro.

## Esmagamento da revolta
A batalha final começou na noite da páscoa judaica, no domingo 19 de abril de 1943. 3 mil homens nazistas confrontaram a resistência de 1,5 mil moradores. Os partisans judaicos dispararam e atiraram granadas contra patrulhas alemãs a partir de becos, esgotos, janelas. Os nazis responderam detonando as casas bloco por bloco e cercando e matando todos os judeus que podiam capturar.
De acordo com relatos, verificava-se cheiro de cadáveres nas ruas, das bombas incendiárias e mulheres saltando dos andares superiores dos prédios com crianças nos braços. Em 8 de maio, os rebeldes foram cercados. Alguns deles, preferiram o suicídio do que ser levado a campos de extermínio. Às 20 horas e 15 minutos do dia 16 de maio, finalmente considerou-se o fim do levante com a destruição da sinagoga do gueto, então em ruínas.
Após as revoltas, o gueto tornou-se o local onde os prisioneiros e reféns polacos eram executados pelos alemães. Mais tarde, foi criado um campo de concentração na área do gueto. Chamava-se KL Warschau. Durante a revolta de Varsóvia que se seguiu, a unidade AK polaca "Zoska" conseguiu salvar 380 judeus do campo de concentração e a maioria deles juntou-se à AK.

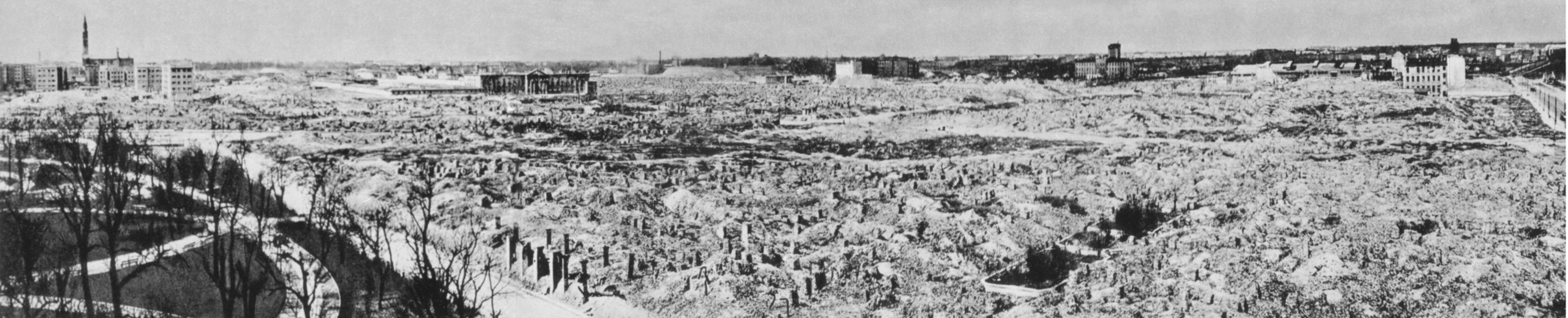
Após a revolta, Hitler ordenou que o gueto fosse destruído. Foto de suas ruínas em 1945.

## Relação com a revolta de Varsóvia de 1944

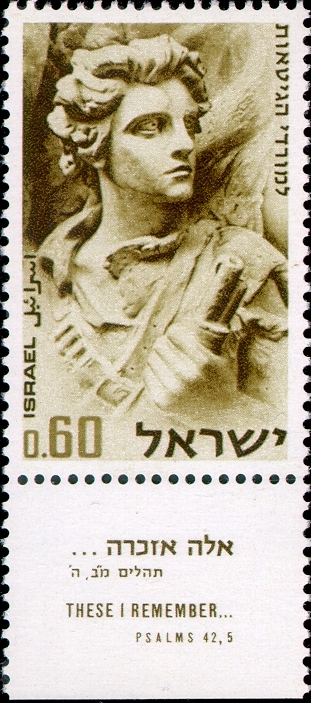
Selo israelense de 1968 em memória aos mortos no levante.

Por vezes é feita confusão entre a revolta no gueto de Varsóvia de 1943 com a revolta de Varsóvia de 1944. São eventos separados no tempo e tinham objetivos diferentes. O primeiro, no gueto, era uma opção desesperada pela morte em combate, por pessoas que sabiam que a morte os esperava num campo de extermínio, com a escolha feita no último momento, quando ainda havia a força para combater. A segunda revolta foi o resultado de acção coordenada. No entanto, também houve ligações entre os eventos. Alguns dos combatentes da revolta do gueto tomaram parte nas lutas posteriores. A brutalidade das forças nazis foi semelhante nos dois casos. Alguns dos líderes da revolta de Varsóvia tomaram inspiração nos combates do gueto.